# Маја Стерлинг
Маја Стерлинг (енгл. Maia Sterling) је измишљени лик из научнофантастичне анимиране серије Роботек: Мрачне хронике. Маја је кћерка Макса и Мирије Стерлинг и млађа сестра Дејне Стерлинг. Као и своја сестра, и Маја је пола човек, пола Зентраед. У Мрачним хроникама, Маја је вођа ескадриле Лобања.